# 서울교통공사 1000호대 VVVF 전동차
서울교통공사 1000호대 VVVF 전동차는 1974년 4월에 도입된 노후 차량 교체용으로 제작된 서울교통공사의 통근형 전동차 차량이다. 현재 총 10개 편성이 운행하고 있다.

## 특징
기존에 운행되었던 서울교통공사 1000호대 저항제어 전동차를 교체하기 위해 반입된 서울교통공사 소속의 VVVF 전동차이므로, 동묘앞역과 신설동역 사이에 군자차량사업소 입·출고용 연결 선로가 별개로 설치되었다. 기본적으로 3호선에서 운행 중인 한국철도공사 3000호대 전동차 1차분(371~386편성)과 4호선에서 운행 중인 서울교통공사 4000호대 VVVF 전동차와 외형, 내부는 동일하나 1호선 지상 구간 운행을 목적으로 설계 최고 속도는 110km/h로 더 높게 적용되었다. 객차 외부의 행선 안내 게시기는 LED 전광판 형식을 기본 사양으로 하였다. 초기에는 LED 방식의 차내 전자 노선도를 도입하였으나, 잦은 오류 및 수도권 전철 1호선의 서동탄역, 당정역 신설과 노선 광역화로 인하여 철거되었으며, 객실 LED 안내 게시기는 현재 시각이 표시되도록 개선되었다.

## 편성 구성
편성은 팬터그래프와 주변압기, 제어기기, 견인전동기가 탑재된 M차, 제어기기와 전동기만이 탑재된 M차, 그리고 보조전원장치와 공기압축기, 축전지, 제어실 등을 갖춘 Tc차와 제어실이 없는 T1, 그리고 아무런 기기도 탑재되지 않는 T차로 구성되었다. 서울교통공사는 팬터그래프가 설치된 차량도 M차로 본다.
|              | ◇◇              | ◇◇              |                 | ◇◇              |                 |                 | ◇◇              | ◇◇              |       |
| 10XX         | 11XX            | 12XX            | 13XX            | 14XX            | 15XX            | 16XX            | 17XX            | 18XX            | 19XX  |
| Tc           | M               | M               | T               | M               | T1              | T               | M               | M               | Tc    |
| ←인천/서동탄 | ※XX는 편성 번호 | ※XX는 편성 번호 | ※XX는 편성 번호 | ※XX는 편성 번호 | ※XX는 편성 번호 | ※XX는 편성 번호 | ※XX는 편성 번호 | ※XX는 편성 번호 | 양주→ |

| 객차번호 | 설치된 전장품                       |
| -------- | ----------------------------------- |
| 10XX     | Tc(SIV, 공기압축기, 축전지)         |
| 11XX     | M(팬터그래프, 주변압기, 주변환장치) |
| 12XX     | M(팬터그래프, 주변압기, 주변환장치) |
| 13XX     | T(무동력객차)                       |
| 14XX     | M(팬터그래프, 주변압기, 주변환장치) |
| 15XX     | T1(SIV, 공기압축기, 축전지)         |
| 16XX     | T(무동력객차)                       |
| 17XX     | M(팬터그래프, 주변압기, 주변환장치) |
| 18XX     | M(팬터그래프, 주변압기, 주변환장치) |
| 19XX     | Tc(SIV, 공기압축기, 축전지)         |

## 배속
현재 총 10개 편성 차량이 운행 중이며, 105~106, 109~110편성은 저항제어 차량의 무동력 객차를 개조하여 반입되었다. 현재 전 차량이 군자차량사업소에 소속되어 있다.
- 101~110편성: 군자차량사업소, 10량

## 도입 역사

### 1차 도입분
- 해당 편성: 101~106편성 (총 6개 편성)
- 제작사: 현대정공

1998년 10월 24일부터 1999년 3월 6일까지 현대정공 창원공장에서 제작되었다. 출입문 바깥쪽 창틀이 얇은 형태의 유리 고정 쇠틀이 제작되었다.

### 2차 도입분
- 해당 편성: 107~110편성 (총 4개 편성)
- 제작사: 주식회사 로템

2002년 3월 6일부터 5월 1일까지 로템 의왕공장에서 제작되었다. 1차분 차량인 101~106편성에 비해 행선 안내 게시기와 실내 전광판이 개선됐고, 지압손잡이가 설치됐으며, 출입문 바깥쪽 창틀이 두꺼운 쇠틀로 제작된 등의 작은 변화가 있다. 또한 노약자석에 접이식 의자가 설치됐으나 불연재 개조에 의해 노약자석 접이식 의자가 사라졌고, 현재 시각을 표시한 LED가 있다.

### 3차 도입분
- 해당 편성: 101~116편성 (총 16개 편성)
- 제작사: 우진산전
- 제어방식: VVVF 미정

현재 운행 중인 서울교통공사 1000호대 VVVF 1~2차분 10대와 서울교통공사 1000호대 저항제어 전동차 개조저항 6대를 대체할 목적으로 도입된 차량이며, 101~116편성이 이에 해당된다. 2027년 3월부터 순차적으로 도입될 예정이다. 열차 디자인과 제작사는 우진산전이다.

## 현황

### 1~2차분
| 차호     | 도입 시기 | 운행 중단 시기 | 비고 |
| -------- | --------- | -------------- | --- |
| 101 편성 | 1998년    | 2029년 예정    | 101~105편성은 선두칸에 자전거 전용칸이 설치되었다. 105~106편성은 저항제어 전동차의 무동력 T칸을 개조하여 반입되었다.                                     |
| 102 편성 | 1998년    | 2029년 예정    | 101~105편성은 선두칸에 자전거 전용칸이 설치되었다. 105~106편성은 저항제어 전동차의 무동력 T칸을 개조하여 반입되었다.                                     |
| 103 편성 | 1998년    | 2029년 예정    | 101~105편성은 선두칸에 자전거 전용칸이 설치되었다. 105~106편성은 저항제어 전동차의 무동력 T칸을 개조하여 반입되었다.                                     |
| 104 편성 | 1999년    | 2029년 예정    | 101~105편성은 선두칸에 자전거 전용칸이 설치되었다. 105~106편성은 저항제어 전동차의 무동력 T칸을 개조하여 반입되었다.                                     |
| 105 편성 | 1999년    | 2028년 예정    | 101~105편성은 선두칸에 자전거 전용칸이 설치되었다. 105~106편성은 저항제어 전동차의 무동력 T칸을 개조하여 반입되었다.                                     |
| 106 편성 | 1999년    | 2028년 예정    | 101~105편성은 선두칸에 자전거 전용칸이 설치되었다. 105~106편성은 저항제어 전동차의 무동력 T칸을 개조하여 반입되었다.                                     |
| 107 편성 | 2002년    | 2029년 예정    | 지압손잡이가 설치되었다. 109~110편성은 저항제어 전동차의 무동력 T칸을 개조하여 반입되었다. 110편성은 1610호가 접이식의자 시범 차량으로 개조된 적이 있다. |
| 108 편성 | 2002년    | 2029년 예정    | 지압손잡이가 설치되었다. 109~110편성은 저항제어 전동차의 무동력 T칸을 개조하여 반입되었다. 110편성은 1610호가 접이식의자 시범 차량으로 개조된 적이 있다. |
| 109 편성 | 2002년    | 2028년 예정    | 지압손잡이가 설치되었다. 109~110편성은 저항제어 전동차의 무동력 T칸을 개조하여 반입되었다. 110편성은 1610호가 접이식의자 시범 차량으로 개조된 적이 있다. |
| 110 편성 | 2002년    | 2028년 예정    | 지압손잡이가 설치되었다. 109~110편성은 저항제어 전동차의 무동력 T칸을 개조하여 반입되었다. 110편성은 1610호가 접이식의자 시범 차량으로 개조된 적이 있다. |

### 3차분
| 차호     | 도입 시기   | 운행 중단 시기 | 비고                                                           |
| -------- | ----------- | -------------- | -------------------------------------------------------------- |
| 101 편성 | 2027년 예정 | 제작 예정      | 1989년, 1998년~2002년, 2004년에 도입된 노후 차량의 교체분이다. |
| 102 편성 | 2027년 예정 | 제작 예정      | 1989년, 1998년~2002년, 2004년에 도입된 노후 차량의 교체분이다. |
| 103 편성 | 2027년 예정 | 제작 예정      | 1989년, 1998년~2002년, 2004년에 도입된 노후 차량의 교체분이다. |
| 104 편성 | 2027년 예정 | 제작 예정      | 1989년, 1998년~2002년, 2004년에 도입된 노후 차량의 교체분이다. |
| 105 편성 | 2027년 예정 | 제작 예정      | 1989년, 1998년~2002년, 2004년에 도입된 노후 차량의 교체분이다. |
| 106 편성 | 2027년 예정 | 제작 예정      | 1989년, 1998년~2002년, 2004년에 도입된 노후 차량의 교체분이다. |
| 107 편성 | 2027년 예정 | 제작 예정      | 1989년, 1998년~2002년, 2004년에 도입된 노후 차량의 교체분이다. |
| 108 편성 | 2027년 예정 | 제작 예정      | 1989년, 1998년~2002년, 2004년에 도입된 노후 차량의 교체분이다. |
| 109 편성 | 2027년 예정 | 제작 예정      | 1989년, 1998년~2002년, 2004년에 도입된 노후 차량의 교체분이다. |
| 110 편성 | 2027년 예정 | 제작 예정      | 1989년, 1998년~2002년, 2004년에 도입된 노후 차량의 교체분이다. |
| 111 편성 | 2027년 예정 | 제작 예정      | 1989년, 1998년~2002년, 2004년에 도입된 노후 차량의 교체분이다. |
| 112 편성 | 2027년 예정 | 제작 예정      | 1989년, 1998년~2002년, 2004년에 도입된 노후 차량의 교체분이다. |
| 113 편성 | 2027년 예정 | 제작 예정      | 1989년, 1998년~2002년, 2004년에 도입된 노후 차량의 교체분이다. |
| 114 편성 | 2027년 예정 | 제작 예정      | 1989년, 1998년~2002년, 2004년에 도입된 노후 차량의 교체분이다. |
| 115 편성 | 2027년 예정 | 제작 예정      | 1989년, 1998년~2002년, 2004년에 도입된 노후 차량의 교체분이다. |
| 116 편성 | 2027년 예정 | 제작 예정      | 1989년, 1998년~2002년, 2004년에 도입된 노후 차량의 교체분이다. |

## 운행 노선
현재 수도권 전철 1호선 계통에서 전 차량이 모두 완행으로만 운행 중이다. 한국철도공사 311000호대·312000호대 전동차, 한국철도공사 319000호대 전동차에 비해 다닐 수 있는 구간과 운행 등급에만 국한돼 있는데 이는 국토교통부의 지시에 따라 코레일(한국철도공사) 측의 협의를 봐서 나온 결과다. 이는 동일 회사 개조저항도 마찬가지다.

### 현재 운행 노선
- ● 수도권 전철 1호선
  - 경원선: 양주 - 회기
  - 서울 지하철 1호선: 청량리 - 서울역
  - 경부선: 남영 - 병점
  - 경인선: 구로 - 인천
  - 병점기지선: 병점 - 서동탄

## 특이 사항

### 개조 후 차적 편입
105~106, 109~110편성은 기존 초저항 전동차의 부수차를 개조해 해당 편성 T칸(4·7호차)으로 반입되었다.

### 자전거전용칸 개조
2009년부터 자전거 승객들의 이동 편의를 위하여 101~105편성은 전동차 Tc(운전실이 있는 칸) 맨 앞에 자전거 전용칸 개조가 이루어졌다.(즉, 자전거의 경우 주인이 직접 들고 다녀야 한다.)

### 불연 내장재 교체 사업
2003년 2월 18일, 대구 지하철 화재 참사를 계기로 강화된 철도 차량의 내연 기준에 맞추어 로윈과 로템에서 2005년에 전 차량의 내장재 교체가 완료되었다. 바닥재의 색상을 노선색에 맞추었고, 내장재의 색상은 흰색 계열을 사용한 것이 특징이며, 시트는 무광택 스테인리스 시트를 채용하였다. 불연화 이외에도 화재 사고에 대비, 화재 경보기와 객실 비상용 연락 장치 등이 보강되었다.

### 110편성 1610호 좌석 개조
110편성의 1610호 객차는 일본국유철도 205계 전동차의 6문형 차량 등에서 사용되었던 것과 유사한 형태의 수납형 좌석이 설치되었으나 2007년 12월에 서울교통공사 2000호대 VVVF 전동차의 것과 동일한 시트로 교체되었다.

### 105편성 실내등LED개조
2018년 12월 경에 105편성 실내등이 (비슷한 시기로 추정된) 205편성과 함께 기존 형광등에서 LED 직관등으로 시범 교체되었다.

### 객실 내CCTV설치
2023년에 1~2차분 전 편성에 CCTV가 설치되었다.

## 사진

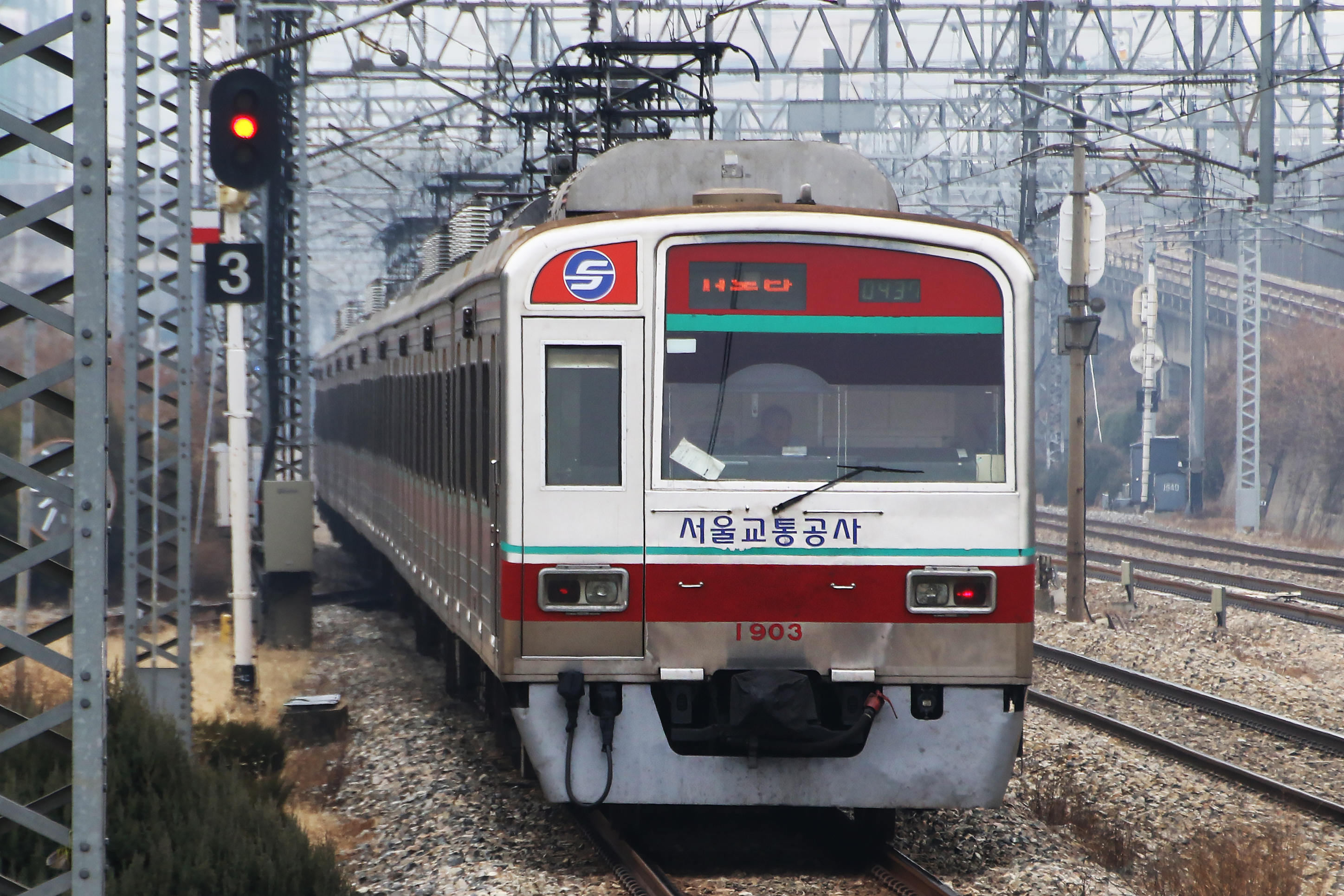
금정역을 출발하는 103편성
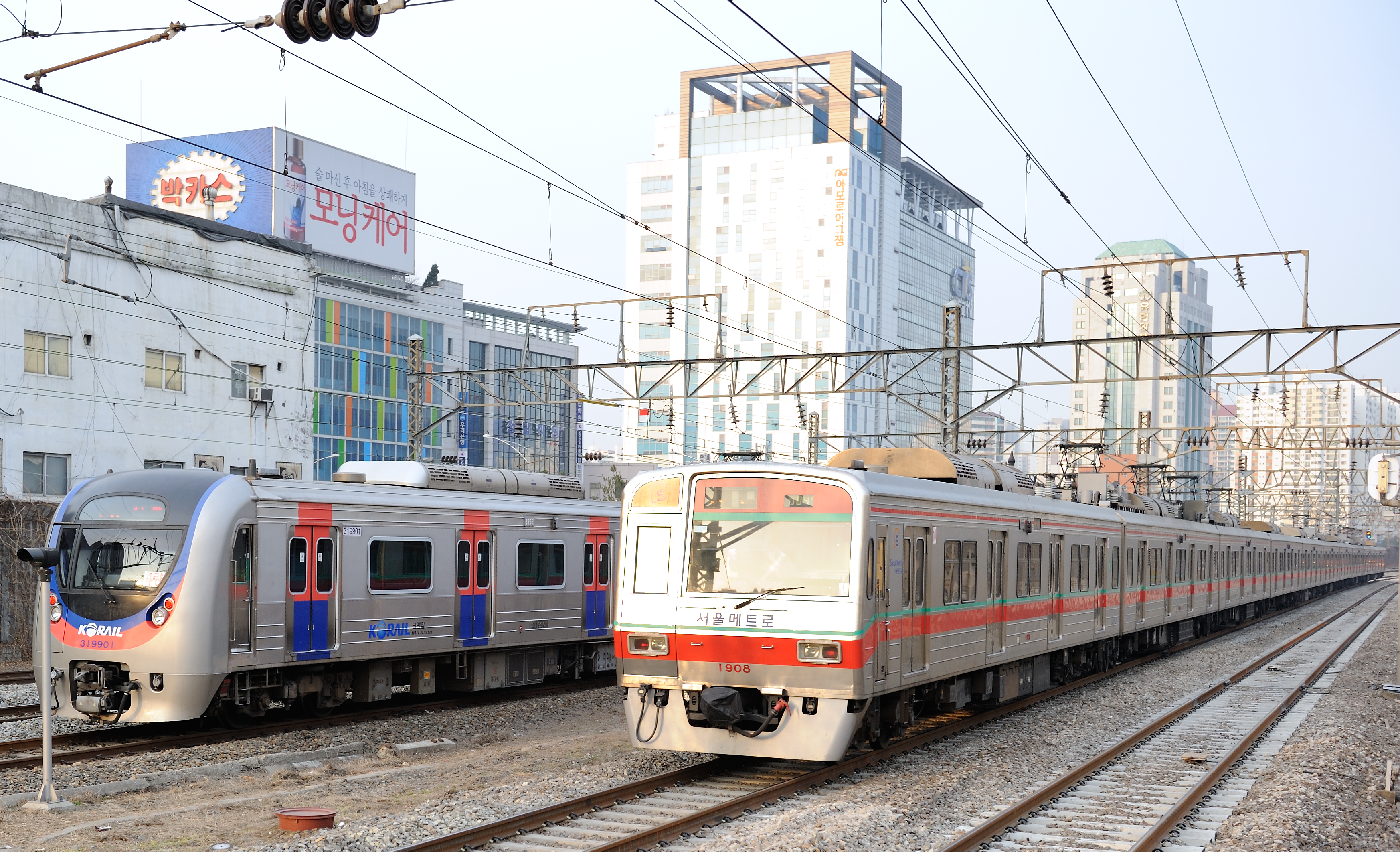
노량진역을 출발하는 108편성

## 같이 보기
- 서울교통공사
- ● 수도권 전철 1호선
- 서울교통공사 1000호대 저항제어 전동차
- 서울교통공사 2000호대 VVVF 전동차
- 서울교통공사 3000호대 VVVF 전동차
- 서울교통공사 4000호대 VVVF 전동차